# Ouézy
Ouézy – miejscowość i gmina we Francji, w regionie Normandia, w departamencie Calvados.
Według danych na rok 2010 gminę zamieszkiwały 243 osoby, a gęstość zaludnienia wynosiła 53 osoby/km².